# Costantino IV di Costantinopoli
Costantino IV Cliareno (in greco Κωνσταντίνος Δ΄ Χλιαρηνός?; ... – maggio 1157) è stato un arcivescovo ortodosso bizantino, che ha ricoperto la carica di Patriarca ecumenico di Costantinopoli tra il 1154 e il 1157.